# 발명가의 날
발명가의 날(Inventors' Day)은 발명가를 기리기 위한 날이다. 모든 국가가 인정하는 기념일은 아니며, 인정하는 국가 사이에서도 강조 정도와 날짜가 다르다.

## 같이 보기
- 세계 지적 재산의 날
- 세계 책의 날